# Чиа (семе)
Семената от чиа са годни за консумация семена на чиа (Salvia hispanica), цъфтящо растение от семейство мента (Lamiaceae), произхождащо от централно и южно Мексико, или на свързаната златна чиа (Salvia columbariae) в югозападните САЩ и Мексико.

## История
Има доказателства, че културата е била широко култивирана от ацтеките в Доколумбова Америка и е била основна храна за мезоамериканските култури. Семената от чиа се култивират в малък мащаб в тяхната прародина в централно Мексико и Гватемала и в търговската мрежа в Централна  и Южна Америка.

## Описание
Семената от чиа са овални и сиви с черни и бели петна, с диаметър около 2 милиметра. Семената са хигроскопични, абсорбират до 12 пъти теглото си в течност при накисване и развиват слузесто покритие, което придава на храните и напитките на основата на чиа отличителна гелообразна текстура.